# ألغلوكوزيداز ألفا
ألغلوكوزيداز ألفا (بالإنجليزية: Alglucosidase alfa)‏ هو دواء يُستعمل في علاج:
- داء اختزان الغلايكوجين[6]
- داء اختزان الغلايكوجين النمط الثاني[6]